# 대포근포항
대포근포항은 경상남도 거제시 남부면 저구리에 위치한 어항이다. 1999년 1월 1일 국가어항으로 지정되었다. 관리청은 해양수산부 동해어업관리단, 시설관리자는 거제시장이다.

## 연혁
- 영조 45년에는 방리개편으로 저구말방이었는데 고종 26년 때 저구리로 바뀌었으며 왜구 또는 어선들이 풍랑을 피하여 드나들던 포구라고 하여 저구(猪仇)라 하였다고 한다.
- 천연만으로 이루어진 어항으로 2000년 기본시설에 대한 계획을 수립했으며, 2001년 국가어항으로 항종 명칭이 변경되었다. 2008년 같은 어항구역내에 있으면서도 상대적으로 소외받고 있는 근포마을 어업인들의 애로를 해소하고자 대포항에서 대포근포항으로 명칭이 변경되었다.[2][3]

## 어항구역
본 항의 어항구역은 다음과 같다.
- 수역: 남측 돌단부에서 N방향으로 600m 이동한 점,이점에서 E방향으로 육지부를 연결하는 선을 따라 형성된 공유수면[4]

## 특색
대포항(변경전 명칭)은 물이 맑고 수심이 깊어 감성돔, 볼락 등의 고급 어종이 풍부하며, 항 주변 어디에서나 낚시하기에 알맞아 '바다의 보물창고'라 칭하기도 한다. 대포항에서 섬 사이를 운항하는 유람선은 신비한 남해바다의 아름다움을 느끼게 해준다. 바다 건너편에 위치한 대병대도, 소병대도 등 여러 섬들은 푸른 물결 속엣 춤을 추는 듯 바다와 하나 된 모습으로 떠 있다.

## 주변 관광 명소
- 명사해수욕장
- 노자산
- 대·소병대도